# 2014年冬季奧林匹克運動會美屬維京群島代表團
2014年冬季奧林匹克運動會美屬維京群島代表團是美屬維京群島所派出参加在俄罗斯索契举办的2014年冬季奧林匹克運動會代表團，这是该地在缺席上届2010年冬季奥林匹克运动会后，再次重返冬奥会，同时也是该地第六次参加冬奥会。美属维尔京群岛僅有高山滑雪运动员贾丝明·坎贝尔一人參賽。她在大回转项目中排名56，在回转项目中排名43。

## 背景
此次参赛是美属维尔京群岛奥林匹克委员会自1966年加入国际奥林匹克委员会，及1988年首次参加冬季奥林匹克运动会以来，该地第六次有选手上场参加冬奥。同时也是该地时隔十二年再度有选手上场参加冬奥。
高山滑雪运动员贾丝明·坎贝尔是该地在本届奥运会唯一选手，她也因此兼任开幕式和闭幕式旗手。她的父亲兼教练约翰·坎贝尔也一同前往，约翰也曾代表美属维尔京群岛参加1992年冬季奥林匹克运动会。

## 高山滑雪
2014年1月20日，贾丝明·坎贝尔取得参赛资格。坎贝尔出生在圣约翰岛，九岁时移民到爱达荷州。冬奥会开始时，她年仅22岁，是首次参加奥运会。她表示：“我将全力以赴，与这特殊的运动员群体建立联系。我十分荣幸能够参加这项在和平下进行的国际赛事，它象征着人类的杰出的表现。”2月18日，她参加女子大回转比赛，以1分32.05秒完成首轮，后又以1分33.00秒完成第二轮，总计3分5.05秒在67名选手中排名56。
除了大回转外，他还参加女子回转比赛。她在首轮得到1分6.09秒成绩，第二轮则用时1分4.28秒。总计3分5.05秒，在49名选手中排名43。
| 運動員        | 項目       | 第一次  | 第一次 | 第二次  | 第二次 | 總計    | 總計 |
| 運動員        | 項目       | 成績    | 名次   | 成績    | 名次   | 成績    | 名次 |
| ------------- | ---------- | ------- | ------ | ------- | ------ | ------- | ---- |
| 贾丝明·坎贝尔 | 女子大麴道 | 1:32.05 | 62     | 1:33.00 | 57     | 3:05.05 | 56   |
| 贾丝明·坎贝尔 | 女子曲道   | 1:06.09 | 50     | 1:04.28 | 43     | 2:10.37 | 43   |

## 外部連結
- Virgin Islands at the 2014 Winter Olympics（页面存档备份，存于）
- Islands Olympic Committee（页面存档备份，存于）